# Paint (Pennsilvània)
Paint és una població dels Estats Units a l'estat de Pennsilvània. Segons el cens del 2000 tenia 1.103 habitants.

## Demografia
Segons el cens del 2000, Paint tenia 1.103 habitants, 397 habitatges, i 273 famílies. La densitat de població era de 1.216,8 habitants/km².
Dels 397 habitatges en un 25,9% hi vivien nens de menys de 18 anys, en un 52,4% hi vivien parelles casades, en un 11,1% dones solteres, i en un 31% no eren unitats familiars. En el 29,2% dels habitatges hi vivien persones soles el 19,9% de les quals corresponia a persones de 65 anys o més que vivien soles. El nombre mitjà de persones vivint en cada habitatge era de 2,31 i el nombre mitjà de persones que vivien en cada família era de 2,83.
Per edats la població es repartia de la següent manera: un 17,9% tenia menys de 18 anys, un 4,7% entre 18 i 24, un 21,4% entre 25 i 44, un 17,6% de 45 a 60 i un 38,4% 65 anys o més.
L'edat mediana era de 51 anys. Per cada 100 dones de 18 o més anys hi havia 71,9 homes.
La renda mediana per habitatge era de 28.571 $ i la renda mediana per família de 35.833 $. Els homes tenien una renda mediana de 25.179 $ mentre que les dones 18.611 $. La renda per capita de la població era de 14.351 $. Entorn del 7% de les famílies i el 9,5% de la població estaven per davall del llindar de pobresa.

## Poblacions més properes
El següent diagrama mostra les poblacions més properes.